# Campeonato Uruguayo de Segunda División 2013-14
El Campeonato Uruguayo de Segunda División 2013-14 será el torneo de segunda categoría del fútbol uruguayo correspondiente a dicha temporada que otorgará tres ascensos a la Primera División.
El torneo se abrió el 12 de octubre con el partido entre Rampla Juniors y Central Español en el Estadio Olímpico, con victoria de los picapiedras 1-0.

## Relevos temporada anterior
| Club            | Descendido como                 |
| --------------- | ------------------------------- |
| Bella Vista     | 14° Tabla del descenso 2012-13* |
| Progreso        | 15° Tabla del descenso 2012-13  |
| Central Español | 16° Tabla del descenso 2012-13  |

| Club     | Ascendido como |
| -------- | -------------- |
| Canadian | Campeón        |

| Club             | Ascendido como                            |
| ---------------- | ----------------------------------------- |
| Sud América      | Campeón Segunda División 2012-13          |
| Rentistas        | Subcampeón Segunda División 2012-13       |
| Miramar Misiones | Ganador playoffs Segunda División 2012-13 |

- Bella Vista no participa esta temporada por problemas económicos.

## Equipos participantes
Se destaca para esta temporada, la primera participación del Canadian Soccer Club en esta divisional, siendo su primera temporada como club profesional. Con sólo 2 años de vida, es el club más joven de los participantes, habiendo conseguido el ascenso luego de participar solamente 2 años en la Segunda División Amateur
| Club                | Ciudad     | Estadio            | Capacidad | Fundación               | Temp. 1° Div. | Temp. 2° Div. | Camp. 2° Div. | 2012/13     |
| ------------------- | ---------- | ------------------ | --------- | ----------------------- | ------------- | ------------- | ------------- | ----------- |
| Atenas              | San Carlos | Ateniense          | 6.000     | 1 de mayo de 1928       | 1             | 11            | -             | 8°          |
| Boston River        | Montevideo | * (Casto Martinez) | 3.810     | 20 de febrero de 1939   | -             | 7             | -             | 7.º         |
| Canadian            | Montevideo | * (Obdulio Varela) | 8.000     | 12 de diciembre de 2010 | -             | 1             | -             | (SDA) 1.º   |
| Central Español     | Montevideo | Parque Palermo     | 6.500     | 5 de enero de 1905      | 64            | 34            | 3             | (1.ºD) 14.º |
| Cerrito             | Montevideo | Parque Maracaná    | 8.000     | 28 de octubre de 1929   | 6             | (?)           | 1             | 6.º         |
| Deportivo Maldonado | Maldonado  | Domingo Burgueño   | 23.000    | 25 de agosto de 1928    | 6             | 12            | -             | 11°         |
| Huracán             | Montevideo | * (indefinido)     | -         | 1 de agosto de 1954     | -             | (?)           | -             | 14°         |
| Plaza Colonia       | Colonia    | Suppici            | 15.000    | 22 de abril de 1917     | 5             | 10            | 1             | 10°         |
| Progreso            | Montevideo | Parque Paladino    | 5.400     | 30 de abril de 1917     | 21            | (?)           | 2             | (1.ºD) 15.º |
| Rampla Juniors      | Montevideo | Olímpico           | 6.000     | 7 de enero de 1914      | 66            | 22            | 3             | 9.º         |
| Rocha               | Rocha      | Sobrero            | 10.000    | 1 de agosto de 1999     | 6             | 9             | -             | 12°         |
| Tacuarembó          | Tacuarembó | Goyenola           | 8.000     | 13 de noviembre de 1998 | 13            | 3             | -             | 4°          |
| Torque              | Montevideo | * (indefinido)     | -         | 26 de diciembre de 2007 | -             | 2             | -             | 5.º         |
| Villa Teresa        | Montevideo | * (Troccoli)       | 25.000    | 1 de junio de 1941      | -             | (?)           | -             | 13.º        |

Notas: todos los datos estadísticos corresponden únicamente a los Campeonatos Uruguayos organizados por la Asociación Uruguaya de Fútbol. Las fechas de fundación de los equipos son las declaradas por los propios clubes implicados. La columna "estadio" refleja el estadio dónde el equipo más veces oficia de local en sus partidos, pero no indica que el equipo en cuestión sea propietario del mismo. 
* = No es suyo

### Fixture
| Rampla Juniors      | 1:0 | Central Español | Olímpico       | 12 de octubre de 2013 | 16:10 |
| Villa Teresa        | 2:2 | Torque          | Tróccoli       | 12 de octubre de 2013 | 17:00 |
| Canadian            | 1:1 | Atenas          | Obdulio Varela | 12 de octubre de 2013 | 17:00 |
| Progreso            | 0:2 | Huracán         | Paladino       | 12 de octubre de 2013 | 17:00 |
| Boston River        | 0:0 | Cerrito         | Casto Martínez | 12 de octubre de 2013 | 18:00 |
| Deportivo Maldonado | 1:1 | Plaza Colonia   | Dom. Burgueño  | 12 de octubre de 2013 | 19:00 |
| Rocha               | 2:1 | Tacuarembó      | Sobrero        | 13 de octubre de 2013 | 17:00 |

| Villa Teresa        | 1:0 | Huracán      | Tróccoli      | 19 de octubre de 2013 | 10:10 |
| Central Español     | 0:3 | Progreso     | Palermo       | 19 de octubre de 2013 | 10:10 |
| Rampla Juniors      | 2:2 | Torque       | Olímpico      | 19 de octubre de 2013 | 17:00 |
| Tacuarembó          | 1:1 | Canadian     | Goyenola      | 19 de octubre de 2013 | 17:00 |
| Atenas              | 1:2 | Rocha        | Ateniense     | 19 de octubre de 2013 | 17:00 |
| Plaza Colonia       | 1:1 | Boston River | Suppici       | 19 de octubre de 2013 | 19:00 |
| Deportivo Maldonado | 1:1 | Cerrito      | Dom. Burgueño | 19 de octubre de 2013 | 19:00 |

| Rampla Juniors      | 3:1 | Progreso        | Olímpico       | 26 de octubre de 2013 | 10:10 |
| Canadian            | 0:3 | Villa Teresa    | Obdulio Varela | 26 de octubre de 2013 | 17:00 |
| Atenas              | 1:1 | Torque          | Ateniense      | 26 de octubre de 2013 | 17:00 |
| Huracán             | 1:0 | Cerrito         | Roberto        | 26 de octubre de 2013 | 17:00 |
| Plaza Colonia       | 2:1 | Central Español | Suppici        | 26 de octubre de 2013 | 19:00 |
| Tacuarembó          | 1:2 | Boston River    | Goyenola       | 26 de octubre de 2013 | 19:00 |
| Deportivo Maldonado | 0:0 | Rocha           | Dom. Burgueño  | 26 de octubre de 2013 | 20:00 |

| Huracán         | 3:1 | Tacuarembó          | Viera          | 2 de noviembre de 2013 | 10:10 |
| Villa Teresa    | 1:2 | Deportivo Maldonado | Tróccoli       | 2 de noviembre de 2013 | 17:00 |
| Progreso        | 0:0 | Torque              | Paladino       | 2 de noviembre de 2013 | 17:00 |
| Boston River    | 2:3 | Atenas              | Casto Martínez | 2 de noviembre de 2013 | 17:00 |
| Central Español | 1:0 | Canadian            | Palermo        | 2 de noviembre de 2013 | 17:00 |
| Rampla Juniors  | 1:1 | Plaza Colonia       | Olímpico       | 2 de noviembre de 2013 | 17:00 |
| Rocha           | 3:1 | Cerrito             | Sobrero        | 2 de noviembre de 2013 | 21:00 |

| Torque              | 0:1 | Boston River   | Nasazzi       | 9 de noviembre de 2013  | 10:00 |
| Central Español     | 0:3 | Rocha          | Palermo       | 9 de noviembre de 2013  | 10:00 |
| Progreso            | 2:3 | Canadian       | Paladino      | 9 de noviembre de 2013  | 17:00 |
| Plaza Colonia       | 0:0 | Huracán        | Suppici       | 9 de noviembre de 2013  | 17:00 |
| Villa Teresa        | 3:0 | Cerrito        | Tróccoli      | 9 de noviembre de 2013  | 17:00 |
| Tacuarembó          | 3:1 | Rampla Juniors | Goyenola      | 9 de noviembre de 2013  | 19:00 |
| Deportivo Maldonado | 2:2 | Atenas         | Dom. Burgueño | 10 de noviembre de 2013 | 17:00 |

| Rocha               | 2:0 | Plaza Colonia   | Sobrero        | 15 de noviembre de 2013 | 20:30 |
| Rampla Juniors      | 2:2 | Villa Teresa    | Olímpico       | 16 de noviembre de 2013 | 10:10 |
| Boston River        | 1:0 | Progreso        | Casto Martínez | 16 de noviembre de 2013 | 15:30 |
| Canadian            | 2:0 | Cerrito         | Obdulio Varela | 16 de noviembre de 2013 | 17:00 |
| Atenas              | 1:4 | Central Español | Ateniense      | 16 de noviembre de 2013 | 17:00 |
| Torque              | 0:1 | Huracán         | Jardines       | 16 de noviembre de 2013 | 17:00 |
| Deportivo Maldonado | 1:1 | Tacuarembó      | Dom. Burgueño  | 16 de noviembre de 2013 | 17:00 |

| Villa Teresa    | 0:2 | Tacuarembó          | Tróccoli  | 19 de noviembre de 2013 | 17:00 |
| Rocha           | 2:2 | Torque              | Sobrero   | 19 de noviembre de 2013 | 17:00 |
| Central Español | 3:1 | Boston River        | Palermo   | 19 de noviembre de 2013 | 17:00 |
| Cerrito         | 1:3 | Rampla Juniors      | Maracaná  | 19 de noviembre de 2013 | 17:00 |
| Progreso        | 0:1 | Deportivo Maldonado | Paladino  | 19 de noviembre de 2013 | 17:00 |
| Atenas          | 1:1 | Plaza Colonia       | Ateniense | 19 de noviembre de 2013 | 17:00 |
| Huracán         | 3:0 | Canadian            | Roberto   | 19 de noviembre de 2013 | 17:00 |

| Villa Teresa        | 0:1 | Rocha           | Tróccoli       | 23 de noviembre de 2013 | 10:10 |
| Tacuarembó          | 1:1 | Torque          | Goyenola       | 23 de noviembre de 2013 | 17:00 |
| Cerrito             | 1:0 | Central Español | Maracaná       | 23 de noviembre de 2013 | 17:00 |
| Deportivo Maldonado | 1:3 | Canadian        | Pan de Azúcar  | 23 de noviembre de 2013 | 17:00 |
| Huracán             | 0:2 | Atenas          | Viera          | 23 de noviembre de 2013 | 17:00 |
| Plaza Colonia       | 3:1 | Progreso        | Suppici        | 23 de noviembre de 2013 | 20:00 |
| Boston River        | 1:2 | Rampla Juniors  | Casto Martínez | 24 de noviembre de 2013 | 17:00 |

| Rampla Juniors  | 1:1 | Huracán             | Olímpico       | 30 de noviembre de 2013 | 10:10 |
| Atenas          | 1:0 | Villa Teresa        | Ateniense      | 30 de noviembre de 2013 | 17:00 |
| Canadian        | 0:3 | Boston River        | Obdulio Varela | 30 de noviembre de 2013 | 17:00 |
| Tacuarembó      | 1:0 | Cerrito             | Goyenola       | 30 de noviembre de 2013 | 19:00 |
| Rocha           | 0:1 | Progreso            | Sobrero        | 30 de noviembre de 2013 | 20:00 |
| Torque          | 0:2 | Plaza Colonia       | Méndez Piana   | 1 de diciembre de 2013  | 17:00 |
| Central Español | 2:1 | Deportivo Maldonado | Palermo        | 1 de diciembre de 2013  | 17:00 |

| Boston River        | 1:0 | Rocha           | Roberto        | 7 de diciembre de 2013 | 10:10 |
| Huracán             | 0:2 | Central Español | Paladino       | 7 de diciembre de 2013 | 10:30 |
| Deportivo Maldonado | 2:1 | Torque          | Pan de Azúcar  | 7 de diciembre de 2013 | 18:00 |
| Progreso            | 1:2 | Tacuarembó      | Paladino       | 7 de diciembre de 2013 | 18:00 |
| Atenas              | 2:0 | Cerrito         | Ateniense      | 7 de diciembre de 2013 | 18:00 |
| Canadian            | 1:0 | Rampla Juniors  | Obdulio Varela | 7 de diciembre de 2013 | 18:00 |
| Plaza Colonia       | 0:1 | Villa Teresa    | Suppici        | 7 de diciembre de 2013 | 20:00 |

| Progreso        | 1:2 | Atenas              | Paladino | 10 de diciembre de 2013 | 18:00 |
| Villa Teresa    | 4:2 | Boston River        | Tróccoli | 10 de diciembre de 2013 | 18:00 |
| Cerrito         | 2:0 | Torque              | Maracaná | 10 de diciembre de 2013 | 18:00 |
| Plaza Colonia   | 0:2 | Canadian            | Suppici  | 10 de diciembre de 2013 | 20:00 |
| Huracán         | 2:1 | Deportivo Maldonado | Roberto  | 11 de diciembre de 2013 | 18:00 |
| Central Español | 2:1 | Tacuarembó          | Palermo  | 11 de diciembre de 2013 | 18:00 |
| Rocha           | 0:1 | Rampla Juniors      | Sobrero  | 11 de diciembre de 2013 | 19:15 |

| Rampla Juniors  | 2:1 | Atenas              | Olímpico     | 14 de diciembre de 2013 | 10:10 |
| Central Español | 0:0 | Villa Teresa        | Palermo      | 14 de diciembre de 2013 | 18:00 |
| Torque          | 2:2 | Canadian            | Méndez Piana | 14 de diciembre de 2013 | 18:00 |
| Boston River    | 1:3 | Deportivo Maldonado | Roberto      | 14 de diciembre de 2013 | 18:00 |
| Cerrito         | 3:3 | Progreso            | Maracaná     | 14 de diciembre de 2013 | 18:00 |
| Tacuarembó      | 1:1 | Plaza Colonia       | Goyenola     | 14 de diciembre de 2013 | 20:00 |
| Rocha           | 1:1 | Huracán             | Sobrero      | 15 de diciembre de 2013 | 18:00 |

| Torque              | 1:3 | Central Español | Méndez Piana   | 19 de diciembre de 2013 | 18:00 |
| Progreso            | 0:0 | Villa Teresa    | Paladino       | 21 de diciembre de 2013 | 18:00 |
| Atenas              | 0:0 | Tacuarembó      | Ateniense      | 21 de diciembre de 2013 | 18:00 |
| Canadian            | 1:1 | Rocha           | Obdulio Varela | 21 de diciembre de 2013 | 18:00 |
| Huracán             | 2:3 | Boston River    | Capurro        | 21 de diciembre de 2013 | 18:00 |
| Deportivo Maldonado | 1:0 | Rampla Juniors  | Méndez Piana   | 21 de diciembre de 2013 | 18:00 |
| Plaza Colonia       | 3:1 | Cerrito         | Suppici        | 21 de diciembre de 2013 | 20:00 |

| Central Español     | 1:1 | Rampla Juniors | Palermo      | 22 de marzo de 2014 | 10:15 |
| Atenas              | 1:2 | Canadian       | Ateniense    | 22 de marzo de 2014 | 16:00 |
| Huracán             | 0:0 | Progreso       | Viera        | 22 de marzo de 2014 | 16:00 |
| Cerrito             | 1:0 | Boston River   | Maracaná     | 22 de marzo de 2014 | 16:00 |
| Deportivo Maldonado | 0:0 | Plaza Colonia  | Suppici      | 22 de marzo de 2014 | 16:00 |
| Tacuarembó          | 1:0 | Rocha          | Goyenola     | 22 de marzo de 2014 | 16:00 |
| Torque              | 1:1 | Villa Teresa   | Méndez Piana | 23 de marzo de 2014 | 16:00 |

| Boston River | 1:2 | Plaza Colonia       | Casto Martínez | 28 de marzo de 2014 | 20:00 |
| Huracán      | 2:2 | Villa Teresa        | Roberto        | 29 de marzo de 2014 | 10:15 |
| Progreso     | 1:2 | Central Español     | Paladino       | 29 de marzo de 2014 | 16:00 |
| Torque       | 1:5 | Rampla Juniors      | Méndez Piana   | 29 de marzo de 2014 | 16:00 |
| Canadian     | 0:2 | Tacuarembó          | Obdulio Varela | 29 de marzo de 2014 | 16:00 |
| Cerrito      | 2:2 | Deportivo Maldonado | Maracaná       | 29 de marzo de 2014 | 16:00 |
| Rocha        | 0:2 | Atenas              | Sobrero        | 29 de marzo de 2014 | 19:00 |

| Villa Teresa    | 1:0 | Canadian            | Tróccoli       | 1 de abril de 2014 | 16:00 |
| Torque          | 0:1 | Atenas              | Méndez Piana   | 1 de abril de 2014 | 16:00 |
| Cerrito         | 0:2 | Huracán             | Maracaná       | 1 de abril de 2014 | 16:00 |
| Boston River    | 1:2 | Tacuarembó          | Casto Martínez | 1 de abril de 2014 | 16:00 |
| Rocha           | 0:0 | Deportivo Maldonado | Sobrero        | 1 de abril de 2014 | 16:00 |
| Progreso        | 3:0 | Rampla Juniors      | Paladino       | 1 de abril de 2014 | 16:30 |
| Central Español | 0:1 | Plaza Colonia       | Palermo        | 2 de abril de 2014 | 16:00 |

| Torque              | 6:0 | Progreso        | Tróccoli       | 5 de abril de 2014 | 15:15 |
| Deportivo Maldonado | 1:1 | Villa Teresa    | Dom. Burgueño  | 5 de abril de 2014 | 16:00 |
| Atenas              | 1:6 | Boston River    | Ateniense      | 5 de abril de 2014 | 16:00 |
| Canadian            | 1:2 | Central Español | Obdulio Varela | 5 de abril de 2014 | 16:00 |
| Plaza Colonia       | 1:0 | Rampla Juniors  | Suppici        | 5 de abril de 2014 | 16:00 |
| Cerrito             | 4:2 | Rocha           | Maracaná       | 5 de abril de 2014 | 16:00 |
| Tacuarembó          | 2:1 | Huracán         | Goyenola       | 5 de abril de 2014 | 19:00 |

| Rampla Juniors | 1:3 | Tacuarembó          | Olímpico       | 12 de abril de 2014 | 15:15 |
| Canadian       | 0:1 | Progreso            | Obdulio Varela | 12 de abril de 2014 | 16:00 |
| Atenas         | 2:0 | Deportivo Maldonado | Ateniense      | 12 de abril de 2014 | 16:00 |
| Huracán        | 2:1 | Plaza Colonia       | Roberto        | 12 de abril de 2014 | 16:00 |
| Cerrito        | 1:2 | Villa Teresa        | Maracaná       | 12 de abril de 2014 | 16:00 |
| Boston River   | 1:0 | Torque              | Casto Martínez | 12 de abril de 2014 | 16:00 |
| Rocha          | 4:1 | Central Español     | Sobrero        | 13 de abril de 2014 | 16:00 |

| Villa Teresa    | 0:1 | Rampla Juniors      | Roberto  | 18 de abril de 2014 | 15:30 |
| Central Español | 1:3 | Atenas              | Palermo  | 19 de abril de 2014 | 10:15 |
| Cerrito         | 1:2 | Canadian            | Maracaná | 19 de abril de 2014 | 15:30 |
| Huracán         | 3:0 | Torque              | Olímpico | 19 de abril de 2014 | 15:30 |
| Tacuarembó      | 4:1 | Deportivo Maldonado | Goyenola | 19 de abril de 2014 | 15:30 |
| Plaza Colonia   | 1:1 | Rocha               | Suppici  | 19 de abril de 2014 | 15:30 |
| Progreso        | 2:0 | Boston River        | Paladino | 19 de abril de 2014 | 15:30 |

| Tacuarembó          | 1:0 | Villa Teresa    | Goyenola       | 22 de abril de 2014 | 15:30 |
| Torque              | 1:3 | Rocha           | Tróccoli       | 22 de abril de 2014 | 15:30 |
| Boston River        | 4:0 | Central Español | Casto Martínez | 22 de abril de 2014 | 15:30 |
| Rampla Juniors      | 1:2 | Cerrito         | Olímpico       | 22 de abril de 2014 | 15:30 |
| Plaza Colonia       | 2:1 | Atenas          | Suppici        | 22 de abril de 2014 | 15:30 |
| Canadian            | 0:1 | Huracán         | Obdulio Varela | 22 de abril de 2014 | 15:30 |
| Deportivo Maldonado | 0:0 | Progreso        | Pan de Azúcar  | 23 de abril de 2014 | 15:30 |

| Torque          | 0:3 | Tacuarembó          | Méndez Piana   | 26 de abril de 2014 | 10:15 |
| Rampla Juniors  | 0:2 | Boston River        | Olímpico       | 26 de abril de 2014 | 10:15 |
| Rocha           | 0:0 | Villa Teresa        | Sobrero        | 26 de abril de 2014 | 15:30 |
| Central Español | 2:1 | Cerrito             | Palermo        | 26 de abril de 2014 | 15:30 |
| Canadian        | 0:0 | Deportivo Maldonado | Obdulio Varela | 26 de abril de 2014 | 15:30 |
| Atenas          | 1:1 | Huracán             | Ateniense      | 26 de abril de 2014 | 15:30 |
| Progreso        | 1:1 | Plaza Colonia       | Paladino       | 26 de abril de 2014 | 15:30 |

| Cerrito             | 1:0 | Tacuarembó      | Maracaná       | 3 de mayo de 2014 | 10:15 |
| Boston River        | 1:0 | Canadian        | Casto Martínez | 3 de mayo de 2014 | 10:30 |
| Villa Teresa        | 4:7 | Atenas          | Tróccoli       | 3 de mayo de 2014 | 15:30 |
| Plaza Colonia       | 1:1 | Torque          | Suppici        | 3 de mayo de 2014 | 15:30 |
| Deportivo Maldonado | 2:1 | Central Español | Pan de Azúcar  | 3 de mayo de 2014 | 15:30 |
| Progreso            | 4:2 | Rocha           | Paladino       | 4 de mayo de 2014 | 15:30 |
| Huracán             | 1:3 | Rampla Juniors  | Viera          | 4 de mayo de 2014 | 15:30 |

| Central Español | 2:2 | Huracán             | Palermo      | 10 de mayo de 2014 | 10:15 |
| Villa Teresa    | 1:1 | Plaza Colonia       | Tróccoli     | 10 de mayo de 2014 | 15:30 |
| Torque          | 2:3 | Deportivo Maldonado | Méndez Piana | 10 de mayo de 2014 | 15:30 |
| Tacuarembó      | 2:0 | Progreso            | Goyenola     | 10 de mayo de 2014 | 15:30 |
| Cerrito         | 0:1 | Atenas              | Maracaná     | 10 de mayo de 2014 | 15:30 |
| Rampla Juniors  | 1:1 | Canadian            | Olímpico     | 10 de mayo de 2014 | 15:30 |
| Rocha           | 0:0 | Boston River        | Sobrero      | 11 de mayo de 2014 | 15:30 |

| Canadian            | 1:0 | Plaza Colonia   | Obdulio Varela | 14 de mayo de 2014 | 15:30 |
| Deportivo Maldonado | 1:0 | Huracán         | Pan de Azúcar  | 14 de mayo de 2014 | 15:30 |
| Atenas              | 2:0 | Progreso        | Ateniense      | 14 de mayo de 2014 | 15:30 |
| Boston River        | 3:0 | Villa Teresa    | Casto Martínez | 14 de mayo de 2014 | 15:30 |
| Torque              | 2:1 | Cerrito         | Tróccoli       | 14 de mayo de 2014 | 15:30 |
| Tacuarembó          | 3:0 | Central Español | Goyenola       | 14 de mayo de 2014 | 15:30 |
| Rampla Juniors      | 2:3 | Rocha           | Olímpico       | 14 de mayo de 2014 | 15:30 |

| Villa Teresa        | 2:1 | Central Español | Tróccoli                 | 17 de mayo de 2014 | 15:15 |
| Canadian            | 2:0 | Torque          | Obdulio Varela           | 17 de mayo de 2014 | 15:15 |
| Plaza Colonia       | 2:3 | Tacuarembó      | Suppici                  | 17 de mayo de 2014 | 15:15 |
| Huracán             | 0:1 | Rocha           | Parque Luis Méndez Piana | 17 de mayo de 2014 | 15:15 |
| Deportivo Maldonado | 2:1 | Boston River    | Domingo Burgueño         | 17 de mayo de 2014 | 15:15 |
| Progreso            | 3:0 | Cerrito         | Parque Paladino          | 17 de mayo de 2014 | 15:15 |
| Atenas              | 2:1 | Rampla Juniors  | Ateniense                | 17 de mayo de 2014 | 15:15 |

| Villa Teresa    | 3:0 | Progreso            | Tróccoli       | 24 de mayo de 2014 | 15:15 |
| Central Español | 2:1 | Torque              | Palermo        | 24 de mayo de 2014 | 15:15 |
| Tacuarembó      | 1:1 | Atenas              | Goyenola       | 24 de mayo de 2014 | 15:15 |
| Rocha           | 1:1 | Canadian            | Sobrero        | 24 de mayo de 2014 | 15:15 |
| Boston River    | 1:2 | Huracán             | Casto Martínez | 24 de mayo de 2014 | 15:15 |
| Cerrito         | 0:0 | Plaza Colonia       | Maracaná       | 24 de mayo de 2014 | 15:15 |
| Rampla Juniors  | 0:1 | Deportivo Maldonado | Olímpico       | 24 de mayo de 2014 | 15:15 |

## Posiciones (fase regular)
| Pos                                                    | Equipo              | PJ | PG | PE | PP | GF | GC | Dif | Pts |
| ------------------------------------------------------ | ------------------- | -- | -- | -- | -- | -- | -- | --- | --- |
| 1°                                                     | Tacuarembó (A)      | 26 | 14 | 6  | 6  | 41 | 25 | +16 | 48  |
| 2°                                                     | Atenas (A)          | 26 | 13 | 7  | 6  | 43 | 34 | +9  | 46  |
| 3°                                                     | Deportivo Maldonado | 26 | 10 | 11 | 5  | 30 | 28 | +2  | 41  |
| 4°                                                     | Huracán             | 26 | 11 | 7  | 8  | 33 | 26 | +7  | 40  |
| 5°                                                     | Boston River        | 26 | 12 | 3  | 11 | 40 | 31 | +9  | 39  |
| 6°                                                     | Rocha               | 26 | 10 | 9  | 7  | 34 | 27 | +7  | 39  |
| 7°                                                     | Rampla Juniors (A)  | 26 | 11 | 5  | 10 | 37 | 34 | +3  | 38  |
| 8°                                                     | Villa Teresa        | 26 | 9  | 9  | 8  | 34 | 31 | +3  | 36  |
| 9°                                                     | Central Español     | 26 | 11 | 3  | 12 | 33 | 41 | -8  | 36  |
| 10°                                                    | Plaza Colonia       | 26 | 8  | 11 | 7  | 28 | 25 | +3  | 35  |
| 11°                                                    | Canadian            | 26 | 9  | 7  | 10 | 26 | 30 | -4  | 34  |
| 12°                                                    | Progreso            | 26 | 7  | 6  | 13 | 28 | 38 | -10 | 27  |
| 13°                                                    | Cerrito             | 26 | 6  | 5  | 15 | 24 | 41 | -17 | 23  |
| 14°                                                    | Torque              | 26 | 2  | 9  | 15 | 27 | 47 | -20 | 15  |
| Última actualización: 24 de mayo de 2014 22:47 (GMT-3) |                     |    |    |    |    |    |    |     |     |

|  |                                                    |
|  | Campeón: Asciende a Primera División.              |
|  | Subcampeón: Asciende a Primera División.           |
|  | Clasificado a los play-offs por el tercer ascenso. |

|                                                                     |
| Uruguay                                                             |
| Campeón Uruguayo de Segunda División 2013-14 Tacuarembó 1.er título |

## Play-offs del tercer ascenso
|  | Cuartos de final       | Cuartos de final       | Cuartos de final       |   |                 | Semifinales                 | Semifinales                 | Semifinales                 |  |  | Final                    | Final                    | Final                    |
|  | 3 y 7 de junio de 2014 | 3 y 7 de junio de 2014 | 3 y 7 de junio de 2014 |   |                 | 14/15 y 21 de junio de 2014 | 14/15 y 21 de junio de 2014 | 14/15 y 21 de junio de 2014 |  |  | 28 de junio y 6 de julio | 28 de junio y 6 de julio | 28 de junio y 6 de julio |
|  |                        |                        |                        |   |                 |                             |                             |                             |  |  |                          |                          |                          |
|  | Plaza Colonia          | 0                      | 2                      |   |                 |                             |                             |                             |  |  |                          |                          |                          |
|  | Deportivo Maldonado    | 1                      | 0                      |   |                 |                             |                             |                             |  |  |                          |                          |                          |
|  | Deportivo Maldonado    | 1                      | 0                      |   | Plaza Colonia   | 3                           | 1                           |                             |  |  |                          |                          |                          |
|  |                        |                        |                        |   | Plaza Colonia   | 3                           | 1                           |                             |  |  |                          |                          |                          |
|  |                        | Rampla Juniors         | 3                      | 3 |                 |                             |                             |                             |  |  |                          |                          |                          |
|  | Rampla Juniors         | Rampla Juniors         | 3                      | 3 | 3               | 3                           |                             |                             |  |  |                          |                          |                          |
|  | Rampla Juniors         |                        |                        |   | 3               | 3                           |                             |                             |  |  |                          |                          |                          |
|  | Rocha                  | 0                      | 2                      |   |                 |                             |                             |                             |  |  |                          |                          |                          |
|  |                        |                        |                        |   |                 |                             |                             |                             |  |  | Rampla Juniors           | 0                        | 0 (4)                    |
|  |                        |                        | Villa Teresa           | 0 | 0 (2)           |                             |                             |                             |  |  |                          |                          |                          |
|  | Central Español        | 1                      | 3                      |   |                 |                             |                             |                             |  |  |                          |                          |                          |
|  | Huracán                | 0                      | 0                      |   |                 |                             |                             |                             |  |  |                          |                          |                          |
|  | Huracán                | 0                      | 0                      |   | Central Español | 1                           | 0                           |                             |  |  |                          |                          |                          |
|  |                        |                        |                        |   | Central Español | 1                           | 0                           |                             |  |  |                          |                          |                          |
|  |                        | Villa Teresa           | 1                      | 1 |                 |                             |                             |                             |  |  |                          |                          |                          |
|  | Villa Teresa           | Villa Teresa           | 1                      | 1 | 2               | 0                           |                             |                             |  |  |                          |                          |                          |
|  | Villa Teresa           |                        |                        |   | 2               | 0                           |                             |                             |  |  |                          |                          |                          |
|  | Boston River           | 1                      | 0                      |   |                 |                             |                             |                             |  |  |                          |                          |                          |

## Resultados finales
| \| Club \| Ascendido como \| \| -------------- \| ----------------- \| \| Tacuarembó \| Campeón \| \| Atenas \| Subcampeón \| \| Rampla Juniors \| Ganador play-offs \| | No hay descensos a Segunda División Amateur esta temporada. Los puntos obtenidos en este torneo se acumulan para una Tabla del Descenso que tendrá incidencia la temporada siguiente. |
| Club | Ascendido como |
| Tacuarembó | Campeón |
| Atenas | Subcampeón |
| Rampla Juniors | Ganador play-offs |

## Goleadores
| Jugador                                  | Equipo              | Goles |
| ---------------------------------------- | ------------------- | ----- |
| Aldo Díaz                                | Tacuarembó          | 19    |
| Exequiel Vázquez                         | Atenas              | 14    |
| Andrés Marquez                           | Rampla Juniors      | 11    |
| Santiago Bello                           | Deportivo Maldonado | 11    |
| Fernando Arismendi                       | Rocha               | 9     |
| Maximiliano Fleitas                      | Plaza Colonia       | 9     |
| Cristian Gutiérrez                       | Rocha               | 9     |
| Mathías Saavedra                         | Torque              | 9     |
| Joel Burgueño                            | Villa Teresa        | 8     |
| Gastón Colman                            | Tacuarembó          | 8     |
| Martín Colombo                           | Plaza Colonia       | 8     |
| Última actualización: 25 de mayo de 2014 |                     |       |

| Predecesor: 2012-13 | Campeonato Uruguayo de Segunda División 2013-14 | Sucesor: 2014-15 |